# Relativity (M. C. Escher)
A "Relatividade" é uma litografia de impressão do artista holandês Mc escher, foi impressa pela primeira vez em dezembro de 1953. 
Ela retrata um mundo em que não se aplicam as leis normais de gravidade. A estrutura arquitetônica parece ser o centro de uma comunidade idílica, com a maioria de seus habitantes vai casualmente sobre seu negócio comum, tais como o jantar. Há janelas e portas que levam ao parque e ambientes ao ar livre. Todas as figuras estão vestidas em trajes idênticos e têm cabeças em forma de bulbo, traços característicos, que podem ser encontrados em muitas outras obras de Escher.
No mundo da Relatividade, existem três fontes de gravidade, cada ser ortogonal aos dois outros. Cada habitante vive em um dos poços de gravidade, onde as leis físicas normais se aplicam. Há dezesseis personagens, distribuídos entre cada fonte de gravidade, seis em cada um e cinco nos outros dois. A confusão aparente da litografia de impressão provém do fato de que as três fontes de gravidade estão representadas no mesmo espaço. 
A estrutura tem sete escadas, e cada escada pode ser usada por pessoas que pertencem a duas fontes de gravidade diferentes. Isto cria fenômenos interessantes, tais como: no topo escada, onde dois habitantes podem usar a mesma escada na mesma direção e sobre o mesmo lado, mas cada uma delas utilizando uma cara diferente de cada passo; assim, se um desce a escada, o outro sobe a escada, mesmo durante o movimento na mesma direção, quase lado-a-lado. Nas outras escadas, os habitantes são retratados como se subissem as escadas de cabeça para baixo, mas com base em sua própria fonte de gravidade, eles estão subindo normalmente. 
Cada um dos três parques pertence a um dos poços de gravidade. Todos, com exceção de uma das portas parecem levar a caves abaixo dos parques. Embora fisicamente possível, esses porões são certamente incomuns e adicionam o efeito surreal da imagem. 
Este é um dos trabalhos mais populares de Escher e tem sido utilizado em uma variedade de formas, como pode ser apreciado tanto artisticamente e cientificamente. Interrogações sobre perspectiva e representação de imagens tridimensionais em uma imagem bidimensional são a essência das obras de Escher, e Relatividade representa uma de suas maiores realizações neste domínio